# Hiroki Shinjo
Hiroki Shinjo (født 28. april 1973) er en tidligere japansk fodboldspiller.
Han har spillet for flere forskellige klubber i sin karriere, herunder FC Tokyo.